# Морозов, Семён Михайлович
Семён Миха́йлович Моро́зов (род. 27 июня 1946, Москва) — советский и российский актёр театра и кино, кинорежиссёр и сценарист.

## Биография
Семён Морозов родился 27 июня 1946 года в Москве, недалеко от Беговой улицы в многодетной семье (где, кроме него, были ещё три брата и сестра) машиниста, водившего составы во время Великой Отечественной войны. Позже отцу дали квартиру в доме № 1 на Ленинградском проспекте (известном как «дом с башенками»). В юности он увлекался боксом.
Ещё школьником его заметила во дворе дома, где он жил, ассистент по актёрам Татьяна Лыжина, которая искала мальчика на роль в фильме «На графских развалинах» (1958). По словам актёра, Лыжина попросила отвести её к матери, разговор с которой окончился словами «Он же вам киностудию сожжёт!».
Известность ему принесла роль трудного подростка Афони Полосухина в дебютной комедии Ролана Быкова «Семь нянек» (1962). Фильм занял восемнадцатое место в прокате (тринадцатое среди советских картин), собрав 26,3 миллионов зрителей. По словам Морозова, сам Быков не хотел его снимать и предлагал на роль Никиту Михалкова или Валерия Рыжакова, однако директор «Мосфильма» Владимир Сурин отстоял кандидатуру со словами: «Посмотрите на эти три лица… Ведь Морозов украдёт, а эти — нет». Во время съёмок отношения между Морозовым и Быковым были напряжённые.
В 1969 году окончил актёрский факультет ВГИК (мастерская Бориса Бибикова и Ольги Пыжовой) и вошёл в труппу Театра-студии киноактёра. Во время учёбы пробовался на главную роль в фильме «Начальник Чукотки» (1966) и, по собственным словам, был утверждён на неё, однако Бибиков не разрешил сниматься, и роль в итоге исполнил Михаил Кононов. Режиссёр картины Виталий Мельников писал, что действительно планировал снимать Морозова, но его типаж не совсем вписывался в образ Алёши Бычкова и он уже на том этапе пытался связаться с Кононовым.
В 1970 году исполнил главную роль в комедии «Семь невест ефрейтора Збруева», также ставшей одним из лидеров проката: в год выхода её посмотрели 31,2 миллиона зрителей и она заняла девятое место среди отечественных картин. Сценарий Виталий Мельников и Владимир Валуцкий писали уже специально под Морозова.
В 26 лет, уже после исполнения роли ефрейтора Збруева, был призван в армию.
В 1979 году окончил режиссёрский факультет ВГИК (мастерская Георгия Данелии). Дебютировал в 1983 году с короткометражкой «Полоса везения» по рассказу Владимира Маканина, которая вошла в пятый выпуск киноальманаха «Молодость», объединявшего работы молодых режиссёров.
С 1990 года — режиссёр и актёр детского юмористического киножурнала «Ералаш», а также автор сценариев к его сюжетам. По состоянию на 2017 год поставил 95 сюжетов, а в качестве сценариста написал 18 рассказов.
В 2009 году в эфире передачи «Пока все дома» рассказал о том, что победил рак гортани в третьей стадии. Болезнь диагностировали в 2008 году, она развилась после того, как рыбная кость впилась актёру в миндалину; прошёл курсы химио- и радиотерапии, после чего долго восстанавливался.

## Личная жизнь
Первая жена — актриса театра «Модерн» Марина Георгиевна Лобышева-Ганчук (род. 1946), однокурсница. Поженились на третьем курсе, прожили вместе семь лет, расстались в 1976 году.
Вторая жена — Светлана Серова, гримёр киностудии «Мосфильм». Познакомились во время съёмок картины «Пятое время года» (1978). Сын — Михаил Морозов, бизнесмен.
Третья жена (с 1989 года) — Светлана Дмитриевна Морозова, домохозяйка, дочь режиссёра-документалиста Дмитрия Родичева. Дочь — Надежда Морозова, продюсер рекламного агентства. Снималась в «Ералаше», училась во ВГИКе на факультете режиссуры мультимедиа.

## Фильмография

### Актёрские работы
- 1957 — На графских развалинах — Валька
- 1960 — Хлеб и розы — сын Самойло Петелькина
- 1962 — Прошлым летом (короткометражка) — Гриша
- 1962 — Семь нянек — Афанасий Полосухин
- 1962 — Половодье — парень с гусями на пароме
- 1967 — Татьянин день — Семынин
- 1967 — Комиссар — солдат (эпизод)
- 1969 — Деревенские каникулы (короткометражка) — Пётр Николаевич (Петька)
- 1969 — Обвиняются в убийстве — Семён Суприков
- 1970 — На дальней точке — Клименко
- 1970 — Семь невест ефрейтора Збруева — Костя (Константин Яковлевич) Збруев, уволенный в запас ефрейтор
- 1971 — И был вечер, и было утро… — часовой
- 1971 — Как песня / Kato pesen (Болгария) — советский старшина
- 1971 — Разрешите взлёт! — Димка Соломенцев, молодой лётчик
- 1971 — Объяснение в любви к Г. Т. / Liebeserklärung an G. T. (ГДР) — Коля
- 1972 — Меченый атом — Василий Михайлович
- 1972 — Нам некогда ждать — Илья
- 1974 — Высокое звание — Алексей, адъютант Шаповалова
- 1974 — Ищу мою судьбу — Греков
- 1974 — Соколово — старшина-артиллерист
- 1974 — Три дня в Москве — Иван Тимофеевич Федотов, милиционер
- 1974 — Фронт без флангов — капитан Серёгин
- 1974 — 1977 — Хождение по мукам — Мишка Соломин
- 1975 — Между небом и Землёй — Анатолий Зюкин
- 1975 — Шаг навстречу — помощник машиниста (новелла «Отец Серафим»)
- 1976 — Сказ про то, как царь Пётр арапа женил — Мишка Говоров
- 1977 — Нос — слуга графини
- 1977 — Юлия Вревская — Брянов
- 1978 — Пятое время года — Пушкарцев
- 1979 — По улицам комод водили — студент
- 1979 — Прогулка, достойная мужчин — Сергей Глазов
- 1979 — Разделённая любовь (Болгария) — Костя Коротков
- 1979 — Узнай меня — Виктор Иванович Мурашко
- 1979 — С любовью пополам — Костя Коротков
- 1980 — Российские звёзды (короткометражный) — коробейник
- 1980 — Если бы я был начальником — Немоляев / Ярцев
- 1980 — Красный велосипед — Якуб Ковалёнок
- 1980 — Личной безопасности не гарантирую… — Иван Моргунок, председатель сельсовета
- 1980 — Золотая стрела — Гриня
- 1981 — Вот такая музыка — Павел, моряк, сын тёти Нюры
- 1981 — Ночь председателя — Андрей Сухоруков
- 1981 — Ответный ход — прапорщик на КПП
- 1982 — В старых ритмах — Никита Федотов
- 1982 — За счастьем — Семечкин
- 1982 — Просто ужас! — Вадим Петрович Мурашов, папа Антона, ветеринарный врач
- 1983 — Ураган приходит неожиданно — Костоглод
- 1984 — Герой её романа — Тихонов
- 1984 — Челюскинцы — Дмитрий Александрович Скворцов
- 1986 — Государственная граница. Год сорок первый — старшина погранзаставы Павло Левада
- 1986 — Исключения без правил — Дима Спиркин (новелла «Золотая пуговица»)
- 1987 — Государственная граница. За порогом победы — старшина погранзаставы Павло Левада
- 1989 — Навеки — 19 — Китинёв, раненый
- 1990 — Лифт для промежуточного человека — Федька / начальник / товарищ Архипов
- 1991 — Бес — Копейкин
- 1991 — Ночь при дороге — Рыжий
- 1992 — Овен — Гладышев
- 1994 — Анекдотиада, или История Одессы в анекдотах — граф Дерибас
- 1995 — Ночь и день (короткометражка)
- 1997 — Дела Лоховского — боцман
- 1998 — Сибирский спас — Потехин
- 1998 — Криминальная Россия документальный — Евгений Новодержский Схватка на Гончарной. Служили три товарища
- 2000 — Армия спасения — Невезухин
- 2001 — Дракоша и компания (первая серия «Странное яйцо» и четырнадцатая серия «Дракоша — автомобилист») — инспектор ГИБДД
- 2001 — Дальнобойщики (четвёртая серия «Кино») — участковый Николай
- 2002 — Кодекс чести (девятая и десятая серии) — Сивопляс, майор
- 2002 — Приключения мага (первая, вторая серии «Реинкарнация», третья серия «Предсмертный гороскоп», четвёртая серия «Девять дней», пятая серия «Липтоновый двойник», шестая серия «Родовое проклятие», седьмая серия «Смертельная диета» и восьмая серия «С Новым… убийством») — Терещенко, инспектор ГАИ, напарник Гоши
- 2003 — Третий вариант — Черепахин
- 2003 — Участок — Александр Семёнович Мурзин
- 2003 — Чистые ключи — Фрол Григорьевич
- 2006 — Папараца — Сергей Валерьянович Малинин, лидер Партии Салатовых
- 2006 — Заколдованный участок — Александр Семёнович Мурзин
- 2007 — Служба доверия (первая серия «Машенька», вторая серия «Синдром Бурлакова», третья серия «Месть», четвёртая серия «Служебные обязанности», пятая серия «Трафик», шестая серия «Семейное дело», седьмая серия «Покупка», восьмая серия «Дурная наследственность», десятая серия «Ошибка», одиннадцатая серия «Амнезия» и двенадцатая серия «Платье») — Егор Евсеевич Попов, «Евсеич», сотрудник Службы доверия
- 2008 — Серебро — Прохор Егорович Непогожев, боярин
- 2013 — Морские дьяволы. Смерч 2 (фильм № 1 «Станционный смотритель») — Олег Петрович Степанов
- 2014 — Стартап — отец Бориса
- 2016 — Ключи — Семёнов
- 2017 — Легенда о Коловрате — слуга Фёдора

### Роли в киножурнале «Фитиль»
- 1973 — Выпуск № 137 (новелла «Новогодний сюрприз») — зять
- 1992 — Выпуск № 366 (новелла «Новое мышление») — Николай
- 1993 — Выпуск № 367 (новелла «Доходное место») — покупатель

### Роли в киножурнале «Ералаш»
- 1994 — Выпуск № 106 (сюжет «Бомба»)[14] — капитан
- 1996 — Выпуск № 115 (сюжет «Век живи — век учись»)[15] — Володя Гаврилюк
- 1999 — Выпуск № 135 (сюжет «Пожар»)[16] — дядя Семён
- 2000 — Выпуск № 142 (сюжет «Не забуду мать родную»)[17] — милиционер (нет в титрах)
- 2002 — Выпуск № 150 (сюжет «Террорист»)[18] — милиционер
- 2002 — Выпуск № 153 (сюжет «Не с той ноги»)[19] — велосипедист (нет в титрах)
- 2004 — Выпуск № 170 (сюжет «Сыщик»)[20] — дворник
- 2007 — Выпуск № 215 (сюжет «Вратарь сборной»)[21] — тренер
- 2011 — Выпуск № 255 (сюжет «Бомж»)[22] — бомж

### Режиссёрские работы
- 1988 — Происшествие в Утиноозёрске
- 2001 — Дракоша и компания (совместно с Тамарой Павлюченко)

#### Режиссёр киноальманахов
- 1983 — Молодость (выпуск пятый, сюжет «Полоса везения», фильм № 2)

#### Режиссёр сюжетов «Ералаша»
- 1990 — н. в. — «Ералаш»:
  - 1990 — Выпуск № 81 (сюжет «Совесть»)
  - 1990 — Выпуск № 83 (сюжет «Про это»)
  - 1991 — Выпуск № 85 (сюжет «Заройте ваши денежки…»)
  - 1991 — Выпуск № 86 (сюжет «Мокрое дело»)
  - 1991 — Выпуск № 87 (сюжет «Верное средство»)
  - 1991 — Выпуск № 88 (сюжет «Сделка»)
  - 1992 — Выпуск № 90 (сюжет «Дуэль»)
  - 1992 — Выпуск № 91 (сюжет «Ловись, рыбка…»)
  - 1992 — Выпуск № 91 (сюжет «Путёвка в жизнь»)
  - 1993 — Выпуск № 94 (сюжет «Перекрёсток»)
  - 1993 — Выпуск № 97 (сюжет «Роковая встреча»)
  - 1994 — Выпуск № 102 (сюжет «Лапша»)
  - 1994 — Выпуск № 104 (сюжет «Награда»)
  - 1995 — Выпуск № 107 (сюжет «Сила воли»)
  - 1995 — Выпуск № 109 (сюжет «Дрессировщик»)
  - 1995 — Выпуск № 110 (сюжет «Рыцарь»)
  - 1995 — Выпуск № 111 (сюжет «Сенсация»)
  - 1995 — Выпуск № 112 (сюжет «Сидоров — козёл!»)
  - 1996 — Выпуск № 115 (сюжет «Век живи — век учись»)
  - 1996 — Выпуск № 116 (сюжет «Знакомство»)
  - 1997 — Выпуск № 117 (сюжет «Братан»)
  - 1997 — Выпуск № 117 (сюжет «Опасная зона»)
  - 1997 — Выпуск № 119 (сюжет «Музей»)
  - 1997 — Выпуск № 122 (сюжет «Кошки-мышки»)
  - 1997 — Выпуск № 122 (сюжет «Дорогие россияне»)
  - 1998 — Выпуск № 125 (сюжет «Если долго мучиться, может быть, получится»)
  - 1998 — Выпуск № 130 (сюжет «Признание»)
  - 1999 — Выпуск № 131 (сюжет «С лёгким паром!»)
  - 1999 — Выпуск № 133 (сюжет «Снежная фантазия»)
  - 1999 — Выпуск № 136 (сюжет «Котовасия»)
  - 2000 — Выпуск № 139 (сюжет «Знаток»)
  - 2001 — Выпуск № 145 (сюжет «Домовой»)
  - 2002 — Выпуск № 150 (сюжет «Защитник»)
  - 2002 — Выпуск № 153 (сюжет «Не с той ноги»)
  - 2002 — Выпуск № 154 (сюжет «Железная логика»)
  - 2002 — Выпуск № 155 (сюжет «История болезни»)
  - 2003 — Выпуск № 159 (сюжет «Сердцу не прикажешь»)
  - 2003 — Выпуск № 161 (сюжет «Ябеда»)
  - 2004 — Выпуск № 169 (сюжет «Предупреждать надо…»)
  - 2004 — Выпуск № 173 (сюжет «Звёзды говорят…»)

#### Режиссёр сюжетов «Фитиля»
- 1992 — «Фитиль»:
  - Выпуск № 364 (сюжет «Ва-банк»)
  - Выпуск № 366 (сюжет «Новое мышление»)

#### Автор сценариев к сюжетам «Ералаша»
- - 1993 — Выпуск № 97 (сюжет «Роковая встреча»)
  - 1994 — Выпуск № 102 (сюжет «Лапша»)
  - 1997 — Выпуск № 117 (сюжет «Братан»)
  - 1997 — Выпуск № 117 (сюжет «Опасная зона»)
  - 1997 — Выпуск № 119 (сюжет «Музей»)
  - 1998 — Выпуск № 125 (сюжет «Если долго мучиться, может быть, получится»)
  - 2000 — Выпуск № 139 (сюжет «Знаток»)
  - 2002 — Выпуск № 155 (сюжет «История болезни»)
  - 2003 — Выпуск № 159 (сюжет «Сердцу не прикажешь»)
  - 2003 — Выпуск № 161 (сюжет «Ябеда»)

## Награды
- Премия Правительства Российской Федерации в области культуры за 2010 год — за (вос)создание детского юмористического киножурнала «Ералаш».